# Matjaž Sekelj
Temple de la renommée slovène : 2007
Matjaž Sekelj (né le 9 décembre 1960 à Ljubljana en République socialiste de Slovénie) est un joueur slovène de hockey sur glace devenu entraîneur puis dirigeant.

## Biographie

### Carrière en club
Durant sa carrière, il a évolué avec l'HK Olimpija dans le championnat de Yougoslavie.

### Carrière internationale
Il a représenté la Yougoslavie au niveau international. Il a participé aux Jeux olympiques de 1984.

### Carrière d'entraîneur
Il a entraîné et dirigé le HDD Olimpija Ljubljana. Il a été sélectionneur de la Slovénie.